# Distrito electoral federal 2 de Nayarit
El II Distrito Electoral Federal de Nayarit es uno de los 300 distritos electorales en los que se encuentra dividido el territorio de México para la elección de diputados federales y uno de los 3 que integran el estado de Nayarit. Su cabecera es la ciudad de Tepic.
El Distrito II de Nayarit ocupa el centro del estado, lo conforma el territorio íntegro del municipio de Tepic.

## Distritaciones anteriores

### Distritación 1996 - 2005
La distritación del Segundo Distrito comprendía la cabecera de Ahuacatlán de 1917 a 1926. A partir de la reducción de distritos electorales, El Segundo Distrito se muda nuevamente a Santiago.
Entre 1996 y 2005 el Distrito II está formado por el mismo municipio de Tepic, mas los municipios serrano de El Nayar y La Yesca.

## Diputados por el distrito
- VII Legislatura
  - (1873 - 1875): José Guillermo Carbo
- VIII Legislatura
  - (1875 - 1878): José Guillermo Carbo
- X Legislatura
  - (1880 - 1882): Pedro Baranda
- XXVI Legislatura
  - (1912 - 1913): Luis Castillo Ledón
- Constituyente
  - (1916 - 1917): Marcelino Cedano
- XXVII Legislatura
  - (1917 - 1918): José R. Padilla
- XXVIII Legislatura
  - (1918 - 1920): Lucas Bravo
- XXIX Legislatura
  - (1920 - 1922): Lucas Bravo
- XXXI Legislatura
  - (1924 - 1926): Ismael Romero Gallardo
- XXXIII Legislatura
  - (1928 - 1930): Antíoco Rodríguez
- XXXIV Legislatura
  - (1930 - 1932): Gustavo R. Cristo
- XXXV Legislatura
  - (1932 - 1934): Marcos Jiménez
- XXXVI Legislatura
  - (1934 - 1937): José Alejandro Anaya
- XXXVII Legislatura
  - (1937 - 1940): José Angulo Araico
- XXXVIII Legislatura
  - (1940 - 1943): Emilio M. González
- XXXIX Legislatura
  - (1943 - 1946): Gabriel Castañeda Landazuri
- XL Legislatura
  - (1946 - 1949): Ángel Meza López
- XLI Legislatura
  - (1949 - 1951):  Emilio M. González
- XLII Legislatura
  - (1952 - 1955): Bernardo M. de León
- XLIII Legislatura
  - (1955 - 1958):  Manuel Villegas Arellano
- XLIV Legislatura
  - (1958 - 1961):  Pedro Luna Mercado
- XLV Legislatura
  - (1961 - 1964): Leopoldo T. García Estévez
- XLVI Legislatura
  - (1964 - 1967): Marina Núñez Guzmán
- XLVII Legislatura
  - (1967 - 1970): Emilio M. González
- XLVIII Legislatura
  - (1970 - 1973): Celso Humberto Delgado
- L Legislatura
  - (1976 - 1979): María Hilaria Domínguez Arvizu
- LI Legislatura
  - (1979 - 1981): Emilio M. González (PRI)
  - (1981 - 1982): n/d
- LII Legislatura
  - (1982 - 1985): Ignacio González Barragán
- LIII Legislatura
  - (1985 - 1988): Leobardo Ramos Martínez
- LIV Legislatura
  - (1988 - 1991): Ignacio González Barragán
- LV Legislatura
  - (1991 - 1994): Víctor Joaquín Canovas Moreno (PRI)
- LVI Legislatura
  - (1994 - 1997): José Santos Ramos Damián (PRI)
- LVII Legislatura
  - (1997 - 2000): Salvador Sánchez Vázquez (PRI)
- LVIII Legislatura
  - (2000 - 2002): Ney González Sánchez (PRI)
  - (2002 - 2003): Luis Eduardo Jiménez Agroz (PRI)
- LIX Legislatura
  - (2003 - 2006): Gerardo Montenegro Ibarra (PRI)
- LX Legislatura
  - (2006 - 2009): María Eugenia Jiménez (PRD)
- LXI Legislatura
  - (2009 - 2012): Martha Elena Garcia (PRD)
- LXII Legislatura
  - (2012 - 2014): Roy Gómez Olguín (PRI)
  - (2014 - 2015): Ángel Alain Aldrete Lamas (PRI)
- LXIII Legislatura
  - (2015 - 2018):
- LXIV Legislatura
  - (2018 - 2021):
- LXV Legislatura
  - ([2021 - 2024): Jasmine Bugarín Rodríguez (PVEM)

## Elecciones de 2009
| Elecciones federales de 2009 | Elecciones federales de 2009                   | Elecciones federales de 2009 | Elecciones federales de 2009      | Elecciones federales de 2009 | Elecciones federales de 2009 |
| Partido/Coalición            | Partido/Coalición                              | Candidato                    | Candidato                         | Votos                        | Porcentaje                   |
| ---------------------------- | ---------------------------------------------- | ---------------------------- | --------------------------------- | ---------------------------- | ---------------------------- |
|                              | Partido Acción Nacional                        |                              | Rafael Bruno Orozco Velázquez     | 6,091                        | 5.51%                        |
|                              | Partido Revolucionario Institucional           |                              | Jocelyn Patricia Fernández Molina | 43,600                       | 39.46%                       |
|                              | Partido de la Revolución Democrática           |                              | Martha Elena García Hecho         | 46,450                       | 42.04%                       |
|                              | Coalición Salvemos a México (PT, Convergencia) |                              | Nayar Mayorquín Carrillo          | 2,862                        | 2.58%                        |
|                              | Partido Verde Ecologista de México             |                              | Javier Naya Barba                 | 4,092                        | 3.70%                        |
|                              | Partido Nueva Alianza                          |                              | José Lorenzo Cueto Gil            | 2,218                        | 2.00%                        |
|                              | Partido Socialdemócrata                        |                              | Humberto Montaño Hernández        | 515                          | 0.46%                        |
|                              | Partido de la Revolución Socialista            |                              |                                   | 501                          | 0.20%                        |